# موراي إس. مونرو سينيور
موراي إس. مونرو سينيور (بالإنجليزية: Murray S. Monroe, Sr.)‏ هو محامي أمريكي، ولد في 25 سبتمبر 1925، وتوفي في 2 سبتمبر 2003.